# Pliegue de mapa de Miura

Pliegue de mapa de Miura

El pliegue de mapa de Miura (japonés: ミウラ折り (Miura-ori?) es un doblez rígido que ha sido utilizado para desplegar grandes formaciones de paneles solares de satélites espaciales. 
Fue inventado por el astrofísico japonés Koryo Miura. Es un ejemplo de la importancia práctica de las Matemáticas del origami y del origami rígido.